# ヴォロガセス3世
ヴォロガセス3世（Vologases III、? - 147年、在位：105年 - 147年）は、アルサケス朝パルティアの王。王を宣言して以来、絶え間ない内戦を戦った。

## 来歴
パコルス2世の死の直前にパルティアの東部で王位を宣言し、パコルス2世の兄弟で後継者であるオスロエス1世と対立した。オスロエス1世はパルティアの西部を支配したが、115年、ローマ皇帝トラヤヌスがパルティアに侵攻した。この時のトラヤヌスの侵攻では西部を支配したオスロエス1世らは内部分裂で有効な対策が取れず、首都クテシフォンが陥落し略奪され、バビロニアがローマの支配下に入れられた。
次のローマ皇帝ハドリアヌスの決定により、ローマは早々とバビロニアからは撤退したが、オスロエス1世が復帰し、西部領土を支配下に組み込む事はできなかった。129年にはオスロエス1世が死去し、やはりパコルス2世・オスロエス1世の兄弟であるミトラダテス4世が西部支配を継承した。ミトラダテス4世が地位を継承した頃、ヴォロガセス3世が支配していたアトロパテネ王国などにはアラン人の侵入があり、ヴォロガセス3世はその対応に奔走した。
140年にミトラダテス4世がローマとの戦いで戦死し、その後継者とされていたシナトルケスも死亡していたため、ヴォロガセス3世はほぼパルティアの全域に支配権を及ぼす事ができたが、147年には死去した。彼の死後権力を握ったのはミトラダテス4世の息子ヴォロガセス4世であった。